# جون هابل
جون هابل هو متزلج فني كندي، ولد في 9 مايو 1948.